# Nīnole
Ninole es un área no incorporada ubicada en el condado de Hawái en el estado estadounidense de Hawái.

## Geografía
Ninole se encuentra ubicado en las coordenadas 19°56′17″N 155°10′8″O / 19.93806, -155.16889.